# Rodney Arismendi

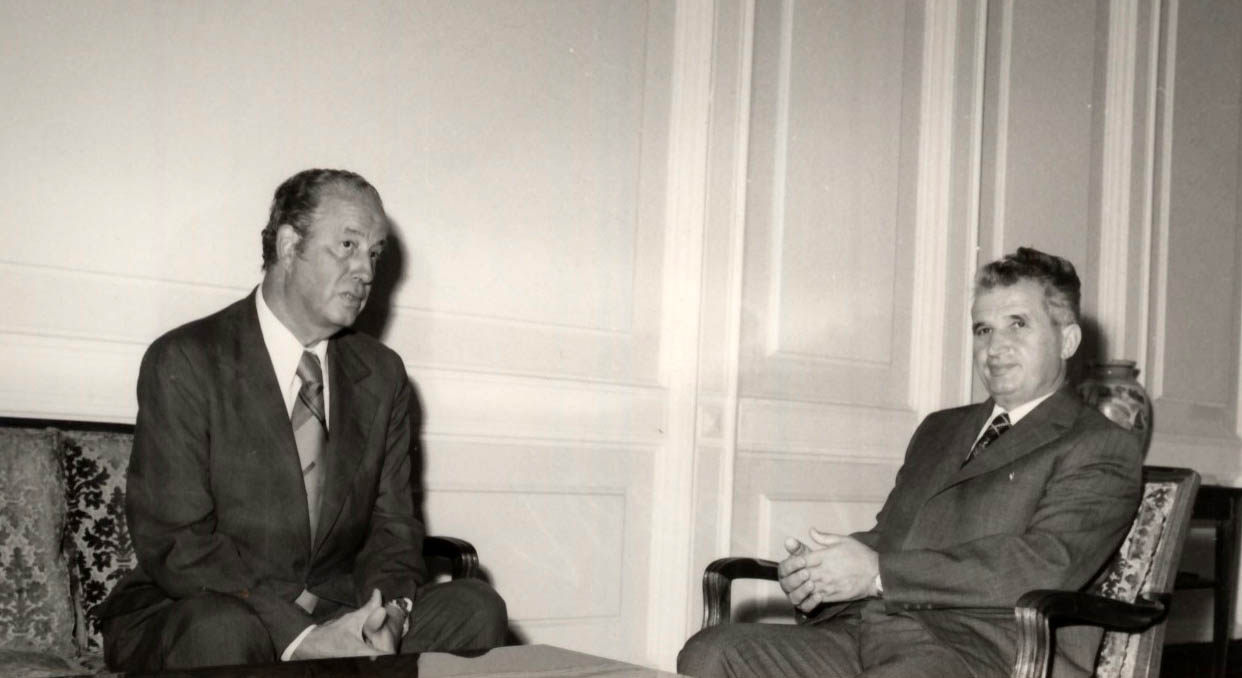
Arismendi (links) mit Nicolae Ceaușescu.

Rodney Arismendi (* 21. März 1913 in Río Branco; † 27. Dezember 1989 in Montevideo) war ein uruguayischer Politiker (PCU), Journalist und marxistischer Theoretiker.

## Leben
Er wurde 1930 Mitglied der Kommunistischen Partei Uruguays (PCU), die er im Parlament von 1946 bis 1973 repräsentierte. Seit 1955 war er Generalsekretär der PCU.

## Werk
Sein Gesamtwerk befasst sich mit den philosophischen, gesellschaftlichen und politischen Bedingungen einer von ihm favorisierten kontinentalen marxistischen Revolution in Lateinamerika.

## Auszeichnungen
1973 wurde er mit dem Orden der Oktoberrevolution, 1983 mit dem Leninorden und 1998 mit dem Großen Stern der Völkerfreundschaft ausgezeichnet.
1977 verlieh ihm die Karl-Marx-Universität Leipzig die Ehrendoktorwürde.

## Privates
Rodney Arismendi war mit Alcira Legaspi verheiratet und der Vater der Politikerin Marina Arismendi, welche ebenfalls in der PCU und der Frente Amplio aktiv ist.

## Schriften
- La filosofía del marxismo y el señor Haya de la Torre (Editorial "América". 1946)
- Para un prontuario del dólar (Al margen del Plan Truman) (Ediciones Pueblos Unidos. 1947)
- Problemas de una revolución continental (2 volúmenes. Ediciones Pueblos Unidos. 1962)
- Allianz gegen den Fortschritt. Die Konzeption der USA gegenüber Lateinamerika (Dietz Verlag (DDR), 1963)
- Un instante de transición hacia batallas más altas (Ediciones de la Agrupación Comunista de Médicos. 1969)
- Lenin, la revolución y América Latina (Ediciones Pueblos Unidos. 1970)
- Insurgencia juvenil (Ediciones Pueblos Unidos. 1972)
- Uruguay und Lateinamerika in den siebziger Jahren. Erfahrungen und Bilanz einer Revolution (Dietz Verlag (DDR), 1973)
- Ausgewählte Reden und Aufsätze (Dietz Verlag (DDR), 1981)
- Sobre la enseñanza, la literatura y el arte (Ediciones Pueblos Unidos. 1984)
- Enseñanza democrática (1985)
- Ocho corazones latiendo (1987)